# لا غوايرا
لا غوايرا (بالإسبانية: La Guaira) هي مدينة في فنزويلا تقع في ولاية فارغاس وتعتبر الميناء الرئيسي لفنزويلا. تم تأسيسها من المستوطنين الإسبان في سنة 1577. تبعد 30 كلم جنوب شرق العاصمة كاراكاس ويبلغ عدد سكانها 270,792 نسمة.